# Dead by April (альбом)
Dead by April (рус. Убитый апрелем) — дебютный альбом шведской металкор-группы Dead by April, вышедший в мае 2009 года. Это единственный альбом с участием бывших гитаристов группы Йохана Олссона и Понтуса Хьельма (последний впоследствии вернулся в группу в 2012 году). Первым синглом с альбома стала песня «Losing You», выпущенная 6 марта 2009 года. Альбом состоит из 11 перезаписанных демо-песен, вышедших ранее и двух новых песен — «What Can I Say» и «Sorry for Everything». Песня «What Can I Say» 11 сентября вышла как второй сингл группы, через 12 дней (28 сентября) песня «Angels of Clarity» вышла как третий сингл группы.  На все синглы, кроме "What Can I Say" сняты видеоклипы. Альбом в шведском чарте занял вторую позицию, на позицию выше таких альбомов, как Relapse рэпера Эминема и 21st Century Breakdown панк-рок-группы Green Day.

## История выхода
Альбом вышел 13 мая 2009 года в Швеции и дебютировал на второй позиции в шведском чарте. 3 августа альбом вышел в Великобритании на лейбле Spinefarm Records, а 18 сентября во всём мире. Сингл «Losing You» стал хитом номер один в Швеции. В дополнение к оригинальному CD вышло лимитированное издание альбома, содержащее дополнительный бонус-трек и DVD.

## Отзывы критиков
Франк Троян из журнала Rock Hard назвал альбом смесью «джаз-рока и жёсткого металкора» и сравнивает его с творчество таких групп как: Sonic Syndicate, My Chemical Romance, Killswitch Engage, и Billy Talent. Алексей Еременко из Allmusic напротив считает что, альбом это что-то общее между группами Sevendust и Dark Tranquillity. Он пишет, что ожидания альбома полностью удовлетворяют: мощные и запоминающиеся мелодии в сочетании с заводным ритмом. По его мнению, альбом звучит весьма однообразно, но в то же время очень энергично.

## Список композиций
| №   | Название               | Автор(ы)                                                                           | Длительность |
| --- | ---------------------- | ---------------------------------------------------------------------------------- | ------------ |
| 1.  | «Trapped»              | Понтус Хьельм                                                                      | 3:08         |
| 2.  | «Angels of Clarity»    | Понтус Хьельм, Джимми Стримелл                                                     | 3:41         |
| 3.  | «Losing You»           | Понтус Хьельм, Джимми Стримелл                                                     | 3:57         |
| 4.  | «What Can I Say»       | Понтус Хьельм                                                                      | 3:08         |
| 5.  | «Erased»               | Понтус Хьельм, Джимми Стримелл                                                     | 3:26         |
| 6.  | «Promise Me»           | Понтус Хьельм                                                                      | 3:34         |
| 7.  | «Falling Behind»       | Понтус Хьельм, Джимми Стримелл                                                     | 3:26         |
| 8.  | «Sorry for Everything» | Понтус Хьельм                                                                      | 3:44         |
| 9.  | «In My Arms»           | Томас Густафссон, Негин Джафари, Уго Лира, Паоло Лира, Понтус Хьельм, Кристос Делл | 4:25         |
| 10. | «Stronger»             | Понтус Хьельм, Джимми Стримелл                                                     | 4:00         |
| 11. | «Carry Me»             | Понтус Хьельм, Джимми Стримелл                                                     | 3:48         |
| 12. | «A Promise»            | Йохан Эскильссон, Понтус Хьельм, Джимми Стримелл                                   | 3:37         |
| 13. | «I Made It»            | Понтус Хьельм, Джимми Стримелл                                                     | 3:49         |

| №   | Название         | Автор(ы)      | Длительность |
| --- | ---------------- | ------------- | ------------ |
| 14. | «Leaves Falling» | Понтус Хьельм | 3:23         |

| №   | Название                                         | Автор(ы)                       | Длительность |
| --- | ------------------------------------------------ | ------------------------------ | ------------ |
| 14. | «Leaves Falling»                                 | Понтус Хьельм                  | 3:23         |
| 15. | «Losing You» (Radio Version)                     | Понтус Хьельм, Джимми Стримелл | 3:30         |
| 16. | «Angels of Clarity» (Shawn 'Clown' Crahan Remix) | Понтус Хьельм, Джимми Стримелл | 4:35         |

## Дополнительный DVD
- «Видеоблог»
- «The Making Of»
- «Losing You» (Видеоклип)
- «Losing You» (Версия для караоке)
- «Photo Slide» (Фото с концертов)
- «Интервью»

## Участники записи
| - Джимми Стримелл — вокал - Понтус Хьельм — гитара, клавишные, программирование, бэк-вокал, микширование, аудиоинженер - Йохан Олбсон — гитара - Маркус Весселн — бас-гитара - Александр Свеннигсон — барабаны - Генрик Еденхэд — продюсер, аудиоинженер, микширование - Ян Агат — аудиоинженер - Эрик Арвиндер — аранжировка струнных («Losing You») - Бьёрн Энгельманн — мастеринг - Фредрик Етоалл — фотограф - Андреас Форсман — струнные («Losing You») - Джессика Густафссон — бэк-вокал («Angels of Clarity», «Losing You», «Promise Me») | - Томас Густафссон — лирика, композитор («In My Arms») - Негин Джафари — лирика, композитор («In My Arms») - Пелле Хансен — струнные («Losing You») - Эрик Хольм — струнные («Losing You») - Гудмунд Ингвал — струнные («Losing You») - Ронни Лахти — аудиоинженер - Конни Линдгрен — струнные («Losing You») - Каспер Линдгрен — аудиоинженер - Уго Лира — лирика, композитор («In My Arms») - Паоло Лира — лирика, композитор («In My Arms») - Йохан Эскильссон — лирика, композитор («A Promise») - Милос Михан — арт-директор, дизайн обложки - Дэвид Мортимер-Хокинс — A&R - Рикка Репо — струнные («Losing You») - Александер Саттерштрём — струнные («Losing You») - Отто Веллтоне — аудиоинженер |

## Позиции в чартах
| Страна | Позиция |
| ------ | ------- |
| Швеция | 2       |
| Япония | 163     |

## Позиции синглов в чартах
| Сингл          | Страна | Позиция |
| -------------- | ------ | ------- |
| Losing You     | Швеция | 1       |
| What Can I Say | Швеция | 38      |